# Roger Ebert
Roger Joseph Ebert (/ˈiːbərt/; 18 tháng 6 năm 1942 – 4 tháng 4 năm 2013) là một nhà phê bình phim, nhà sử học điện ảnh, nhà báo, nhà biên soạn và tác giả người Mỹ. Ông viết phê bình phim cho tờ Chicago Sun-Times từ năm 1967 cho đến khi mất năm 2013. Năm 1975, Ebert trở thành nhà phê bình phim đầu tiên đoạt Giải Pulitzer cho Phê bình. Neil Steinberg của tờ Chicago Sun-Times nói Ebert "chính là nhà phê bình phim nổi bật và ảnh hưởng nhất đất nước", Tom Van Riper của Forbes coi ông là "nhà phê bình quyền lực nhất nước Mỹ", và Kenneth Turan của tờ Los Angeles Times gọi ông là "nhà phê bình phim nổi tiếng nhất Hoa Kỳ."
Ebert nổi tiếng với giọng văn thân mật đậm nét Trung Tây và cái nhìn mang âm hưởng của những giá trị dân túy và nhân văn. Bằng văn phong súc tích và hài hước, ông biến những ý tưởng phân tích điện ảnh tinh tế trở nên dễ hiểu cho người đọc không chuyên. Tuy theo chủ nghĩa dân túy, Ebert thường xuyên giới thiệu những phim ngoại quốc và độc lập mà ông cho là sẽ thu hút khán giả đại chúng, giúp những bộ phim đó nhận được sự quan tâm lớn.
Ebert cùng nhà phê bình của Chicago Tribune Gene Siskel đồng dẫn chương trình PBS Sneak Previews, sau đó là một số chương trình At the Movies, góp phần vào việc phổ biến thể loại nhận xét phim trên sóng truyền hình. Hai người đấu khẩu và châm chọc nhau trong khi thảo luận về các bộ phim. Họ khởi xướng và đăng ký nhãn hiệu cụm từ "two thumbs up", dùng khi cả hai đánh giá tốt về cùng một bộ phim. Sau khi Siskel mất năm 1999, Evert tiếp tục dẫn chương trình với nhiều người khác và, bắt đầu từ năm 2000, với Richard Roeper.
Năm 2002, Ebert chẩn đoán mắc ung thư tuyến giáp và tuyến nước bọt. Trong quá trình điều trị, ông đã phải cắt bỏ một phần hàm dưới năm 2006, khiến ông không thể nói hay ăn bình thường. Tuy nhiên, ông vẫn còn khả năng viết và tiếp tục xuất bản trên mạng và trên giấy cho đến khi qua đời ngày 4 tháng 4 năm 2013. Website RogerEbert.com, ra mắt năm 2002 và được tài trợ bởi tờ Chicago Sun-Times, vẫn còn giữ một kho lưu trữ các bài viết và phê bình của ông, đồng thời đăng tải những bài viết mới bởi một nhóm nhà phê bình do Ebert chọn trước khi mất.

## Thời niên thiếu
Roger Joseph Ebert sinh ngày 18 tháng 6 năm 1942 ở Urbana, Illinois, và là đứa con duy nhất của Annabel (họ cũ Stumm, 1911–1987), một người giữ sổ sách, và Walter Harry Ebert (1901–1960), một thợ điện. Ông theo đạo Công giáo, theo học tại trường tiểu học St. Mary và làm giúp lễ ở Urbana.
Ông bà nội của ông nhập cư từ Đức, còn họ ngoại của ông có nguồn gốc Ireland và Hà Lan. Ebert bắt đầu quan tâm đến nghề báo khi là học sinh của Trường Trung học Urbana, nơi ông tường thuật thể thao cho tờ The News-Gazette tại Champaign, Illinois; tuy nhiên, sự nghiệp văn chương của ông bắt đầu với những lá thư bình luận gửi cho các fanzine khoa học viễn tưởng của thời đó.  Trong những năm cuối cấp, ông là lớp trưởng và đồng biên tập viên cho tờ báo trường, The Echo. Năm 1958, ông giành chức vô địch trong cuộc thi "nói trên đài phát thanh" của Hiệp hội Trường Trung học Illinois, một sự kiện phỏng theo bản tin radio.
Năm 1998, trong bộ sưu tập parody Mad About the Movies, Ebert viết về những ảnh hưởng đầu tiên lên ông trong lĩnh vực phê bình điện ảnh:
| “ | Tôi học cách làm một nhà phê bình phim bằng việc đọc tạp chí Mad ... Những parody của Mad's khiến tôi nhận ra cỗ máy ẩn dưới lớp da – nhận ra cách mà một bộ phim trông độc đáo ở bên ngoài nhưng thực chất vẫn dùng lại những công thức cổ lỗ ở bên trong. Tôi không đọc tạp chí, tôi trấn lột những manh mối của vũ trụ này từ nó. Pauline Kael đánh mất nó ở rạp phim; Tôi đánh mất nó ở tạp chí Mad. | ” |

Ebert theo học ở Đại học Illinois Urbana–Champaign từ sớm, vừa hoàn thành những khóa trung học cuối cùng trong khi bắt đầu bước chân vào đại học. After graduating from Urbana High School in 1960, Ebert nhận bằng trước tốt nghiệp năm 1964. Trong khi học ở Đại học Illinois, Ebert còn làm thêm cho tờ The Daily Illini với chức vụ phóng viên, rồi sau đó giữ chức biên tập viên trong những năm cuối đại học cùng với chức phóng viên cho tờ News-Gazette của Champaign-Urbana, Illinois. Ông còn là thành viên của hội Phi Delta Theta và giữ ghế chủ tịch Hiệp hội Báo chí Sinh viên Hoa Kỳ. Một trong những nhận xét phim đầu tiên của ông là về La Dolce Vita, đăng tải trong tờ The Daily Illini tháng 10 năm 1961.
Ebert dành một học kỳ theo học thạc sĩ trong khoa Tiếng Anh của trường trước khi dự Đại học Cape Town trong một năm theo diện học bổng Rotary. Ông trở về từ Cape Town để hoàn thành hai kỳ học nữa ở Illinois rồi tốt nghiệp trước khi theo học PhD tại Đại học Chicago. Để trang trải chi phí, ông nộp đơn ứng tuyển cho tờ Chicago Daily News, hy vọng rằng với những bài báo ông từng nộp cho Daily News, bao gồm một bài viết về cái chết của nhà văn Brendan Behan, ông sẽ được biên tập viên Herman Kogan cho vào làm. Tuy nhiên, sau khi Kogan nói chuyện với biên tập viên của tờ Chicago Sun-Times, Jim Hoge, năm 1966, Hoge quyết định thuê Ebert làm phóng viên và người viết bài đặc biệt cho Sun-Times. Ông vừa học một số lớp tiến sĩ của Đại học Chicago, vừa làm phóng viên cho Sun-Times trong vòng một năm. Tháng 4 năm 1967, sau khi nhà phê bình phim Eleanor Keane rời Sun-Times, biên tập viên Robert Zonka giao chức vụ cho Ebert. Khối lượng công việc của việc học tiến sĩ và làm nhà phê bình phim quá lớn khiến Ebert bỏ đại học và tập trung vào sự nghiệp phê bình phim.

## Sự nghiệp

### Văn viết
Ebert bắt đầu sự nghiệp phê bình phim từ năm 1967, viết cho tờ Chicago Sun-Times. Cùng năm đó, ông gặp nhà phê bình Pauline Kael lần đầu tiên tại Liên hoan Phim New York. Sau khi Ebert gửi cho bà một vài bài viết của ông, Kael bảo rằng đó là những "bài phê bình phim hay nhất trên báo chí nước Mỹ hiện nay". Cũng năm 1967, quyển sách đầu tiên của Ebert về lịch sử của trường Đại học Illinois, Illini Century: One Hundred Years of Campus Life, được chính trường đại học xuất bản. Năm 1969, bài phê bình Night of the Living Dead của ông được đăng tải trong tờ Reader's Digest. Ngoài phim, Ebert cũng thi thoảng viết về những chủ đề khác cho Sun-Times, ví dụ như âm nhạc; Năm 1970, Ebert viết bài nhận xét đầu tiên về buổi hòa nhạc của nhạc sĩ-ca sĩ John Prine.

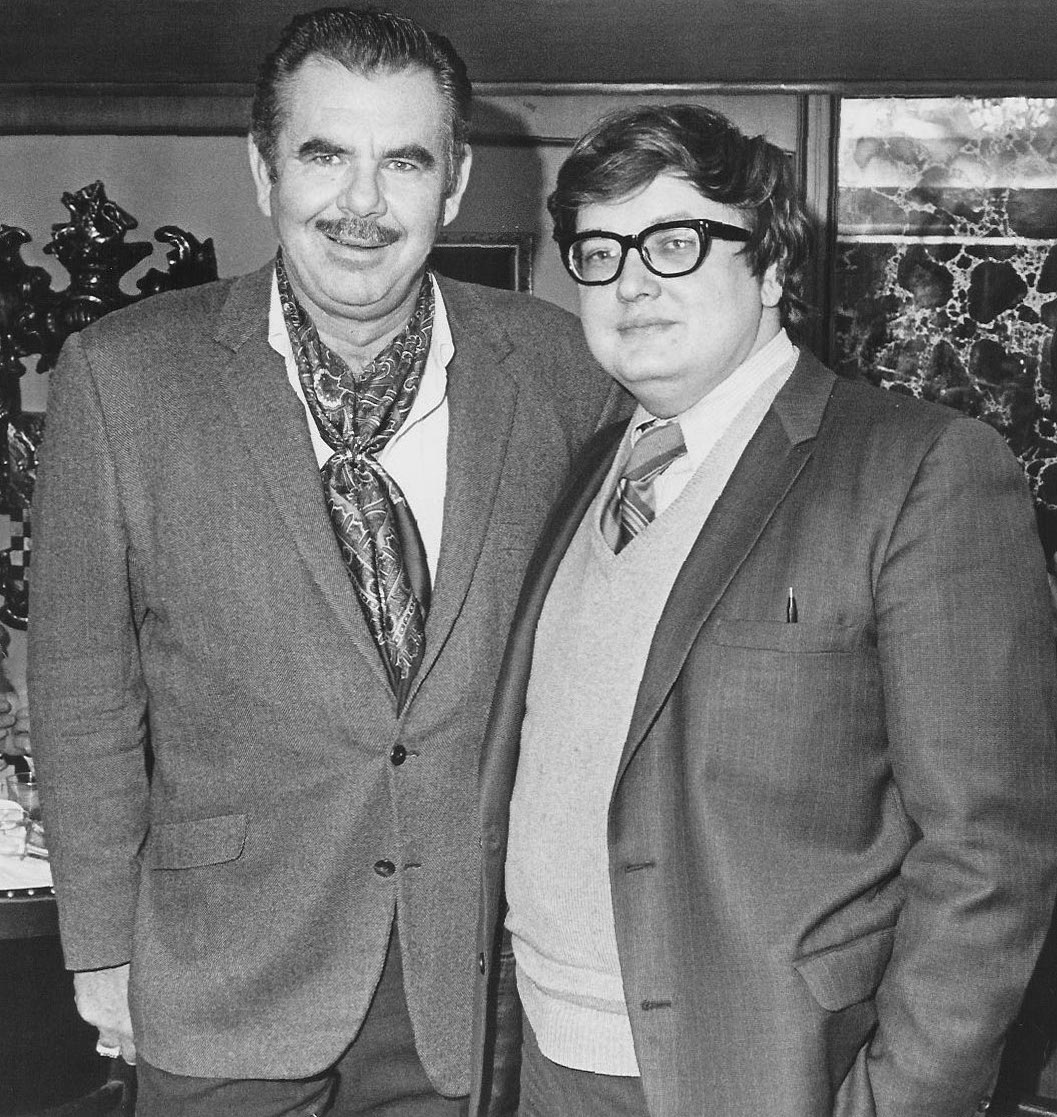
Ebert (phải) cùng Russ Meyer năm 1970

Ebert cùng Russ Meyer biên soạn kịch bản cho bộ phim Beyond the Valley of the Dolls (1970) và đôi khi đùa về sự thất bại của nó khi mới ra mắt nhưng lại trở thành một phim cult. Ngoài ra, cả hai cùng sản xuất Up! (1976), Beneath the Valley of the Ultra-Vixens (1979), và một số phim khác.
Bắt đầu từ năm 1968, Ebert làm trợ giảng cho Đại học Chicago, dạy một lớp buổi tối về phim ảnh tại Trường Graham.
Năm 1975, Ebert nhận Giải Pulitzer cho Phê bình.
Tháng 10 năm 1986, trong khi tiếp tục làm cho tờ Sun-Times tại Chicago, Ebert thay Rex Reed làm nhà phê bình phim chính của tờ New York Post.
Đến năm 2007, những bài phê bình của ông được cung cấp cho hơn 200 tờ báo khắp nước Mỹ và thế giới. Ebert cũng xuất bản hơn 20 quyển sách và hàng chục bài phê bình tổng hợp. Ngay cả khi sử dụng tivi (và sau là mạng internet) để đăng tải những bài phê bình của mình, ông vẫn tiếp tục viết cho tờ Chicago Sun-Times cho đến cuối đời.